# 妙本寺

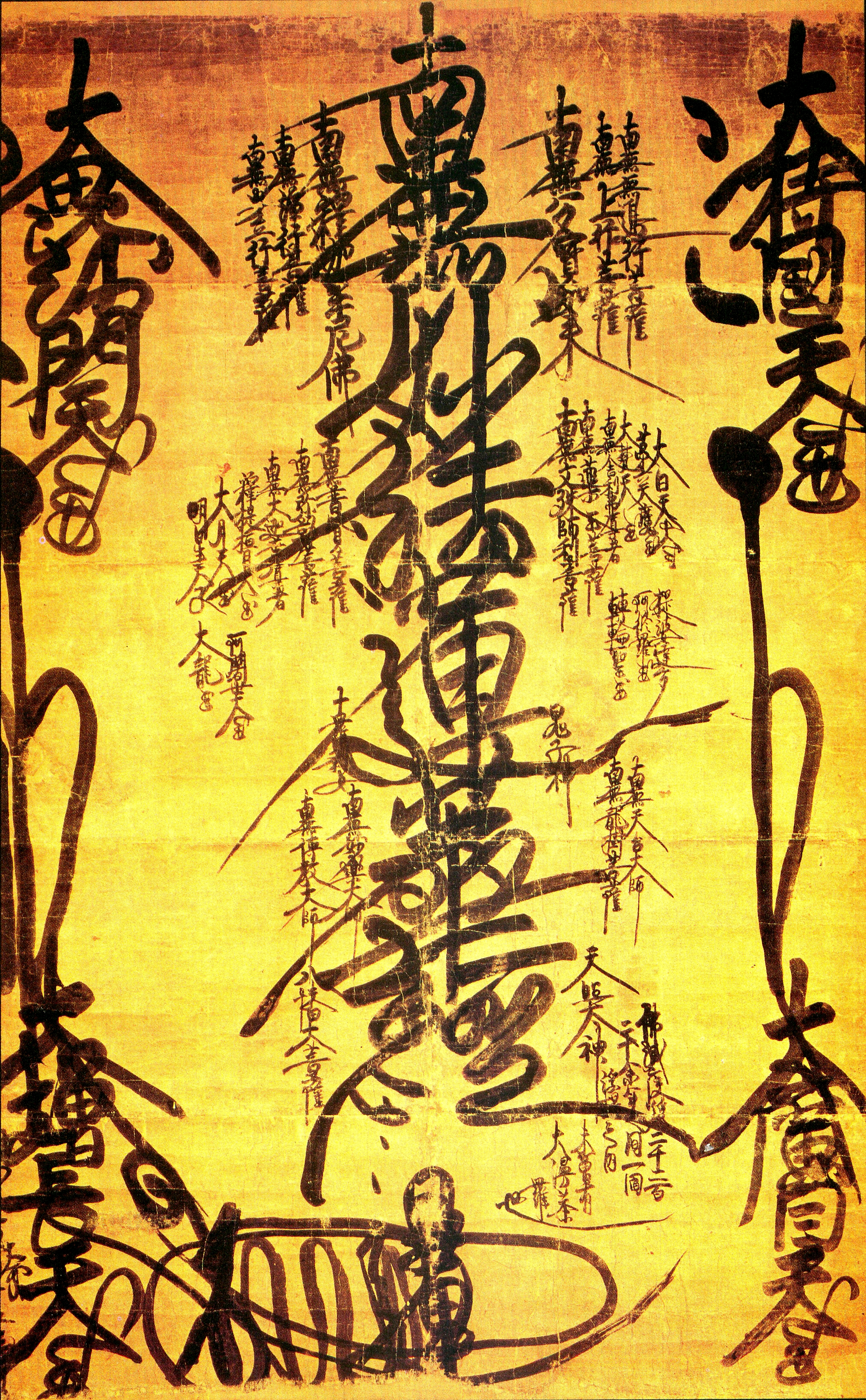
臨滅度時の大曼荼羅

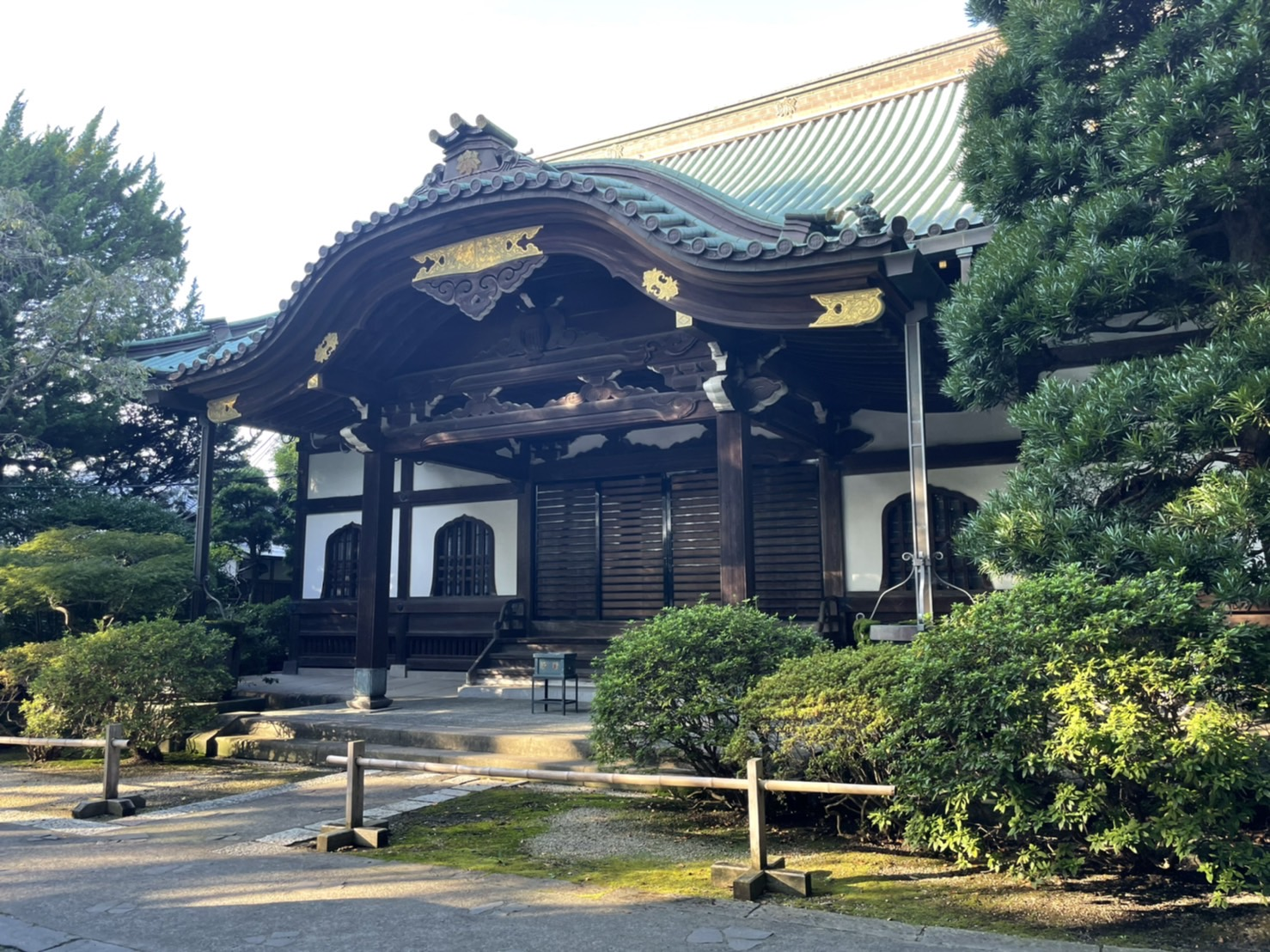
本堂

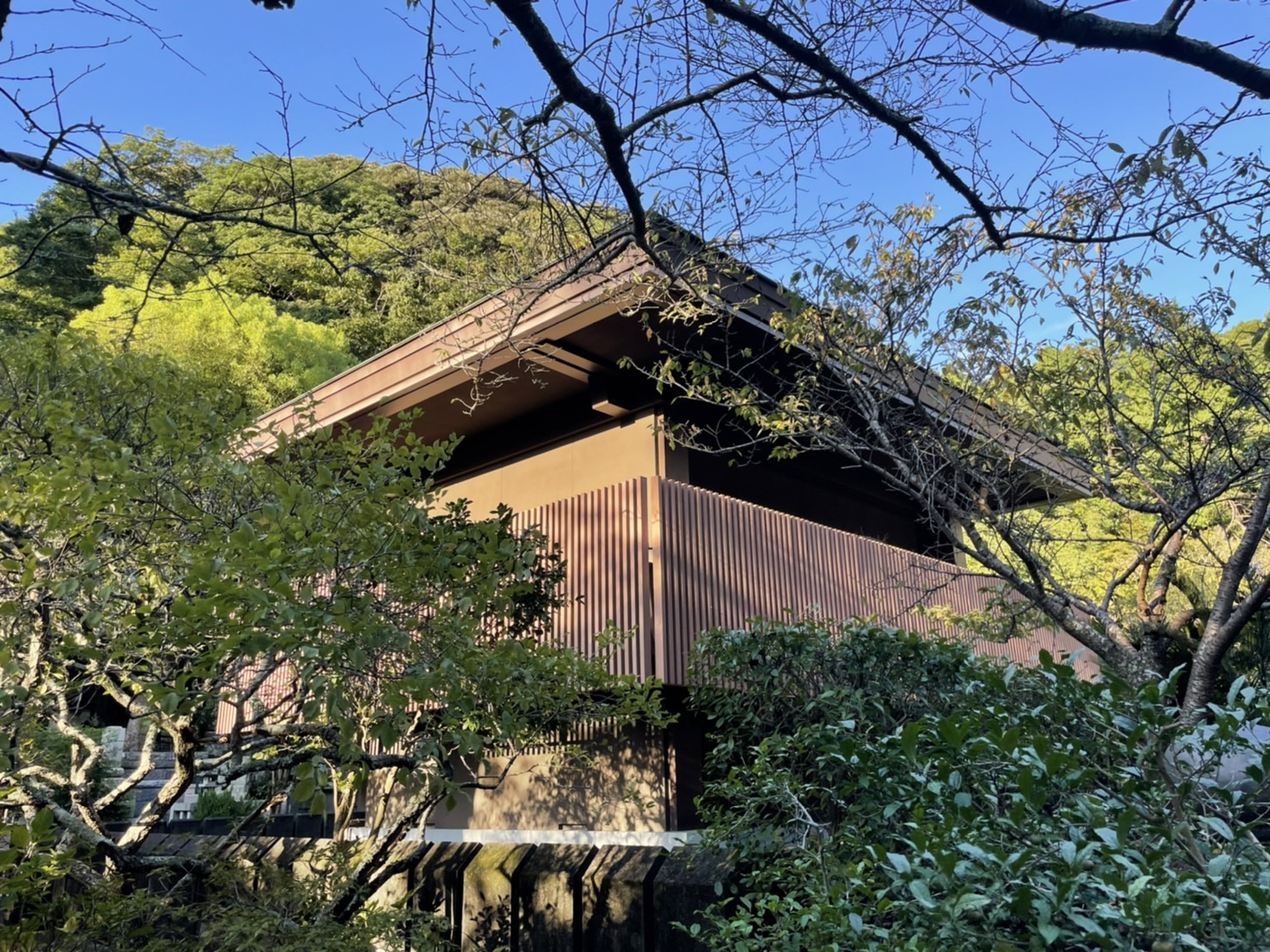
霊宝殿

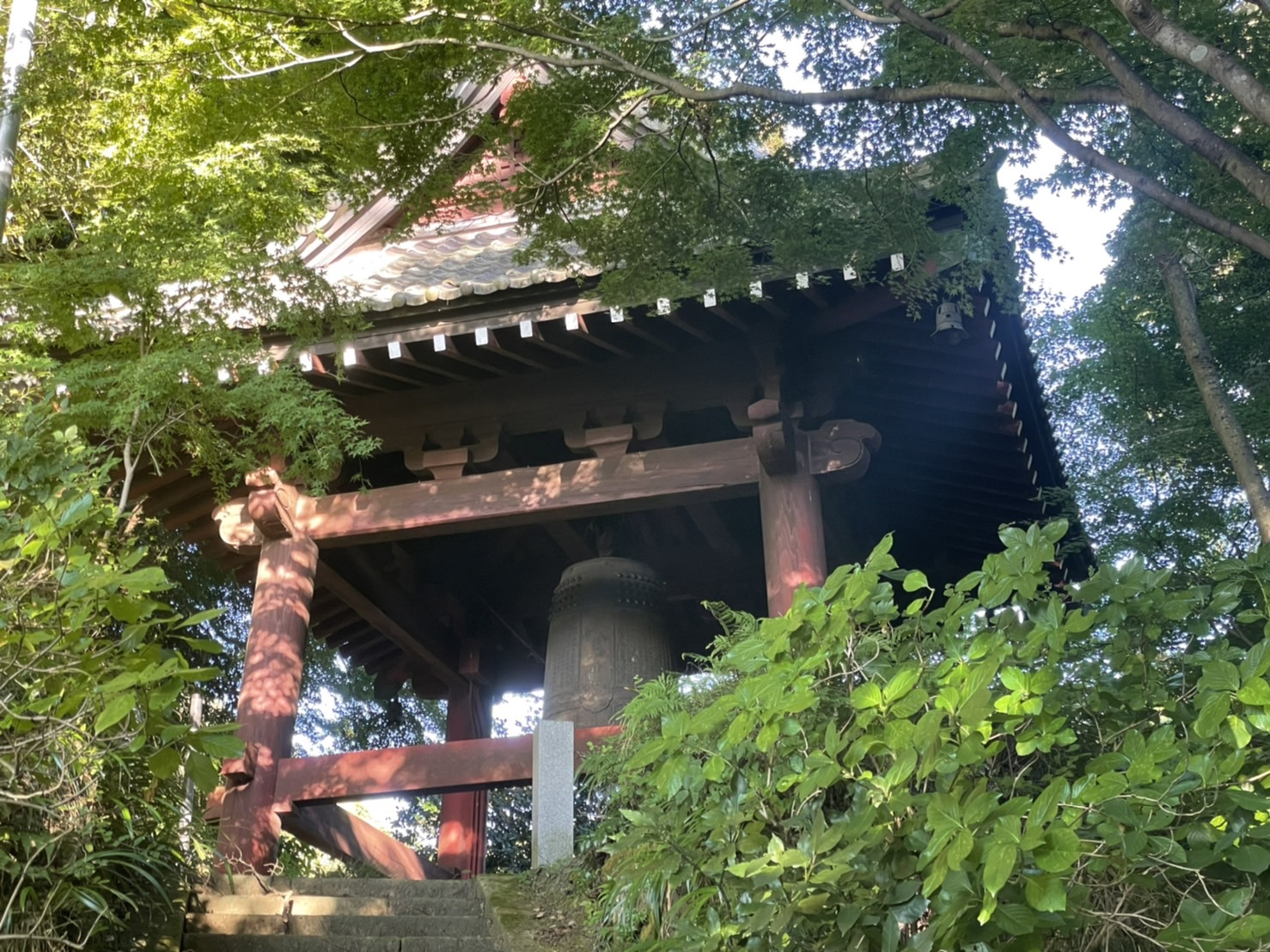
鐘楼

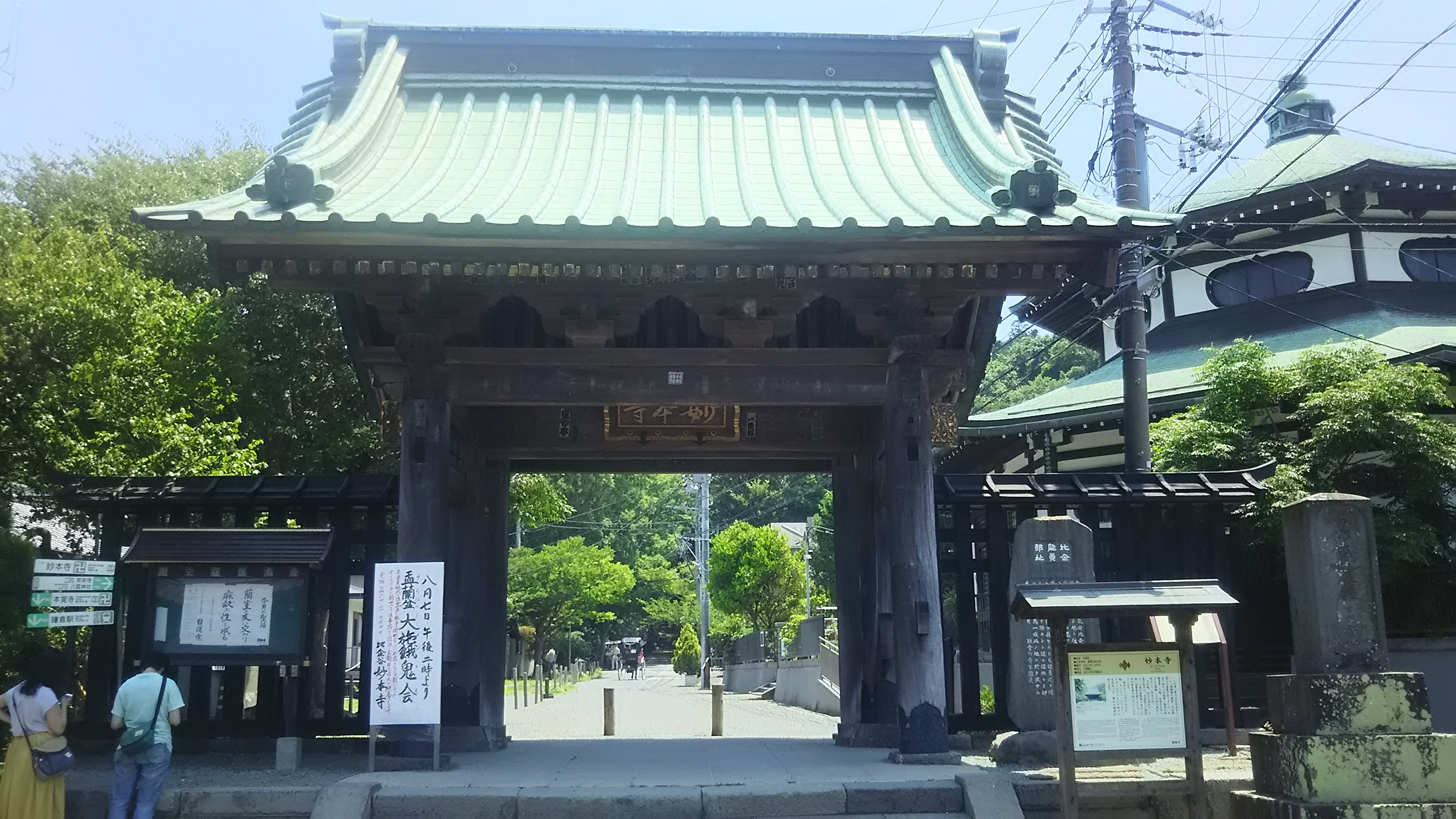
総門

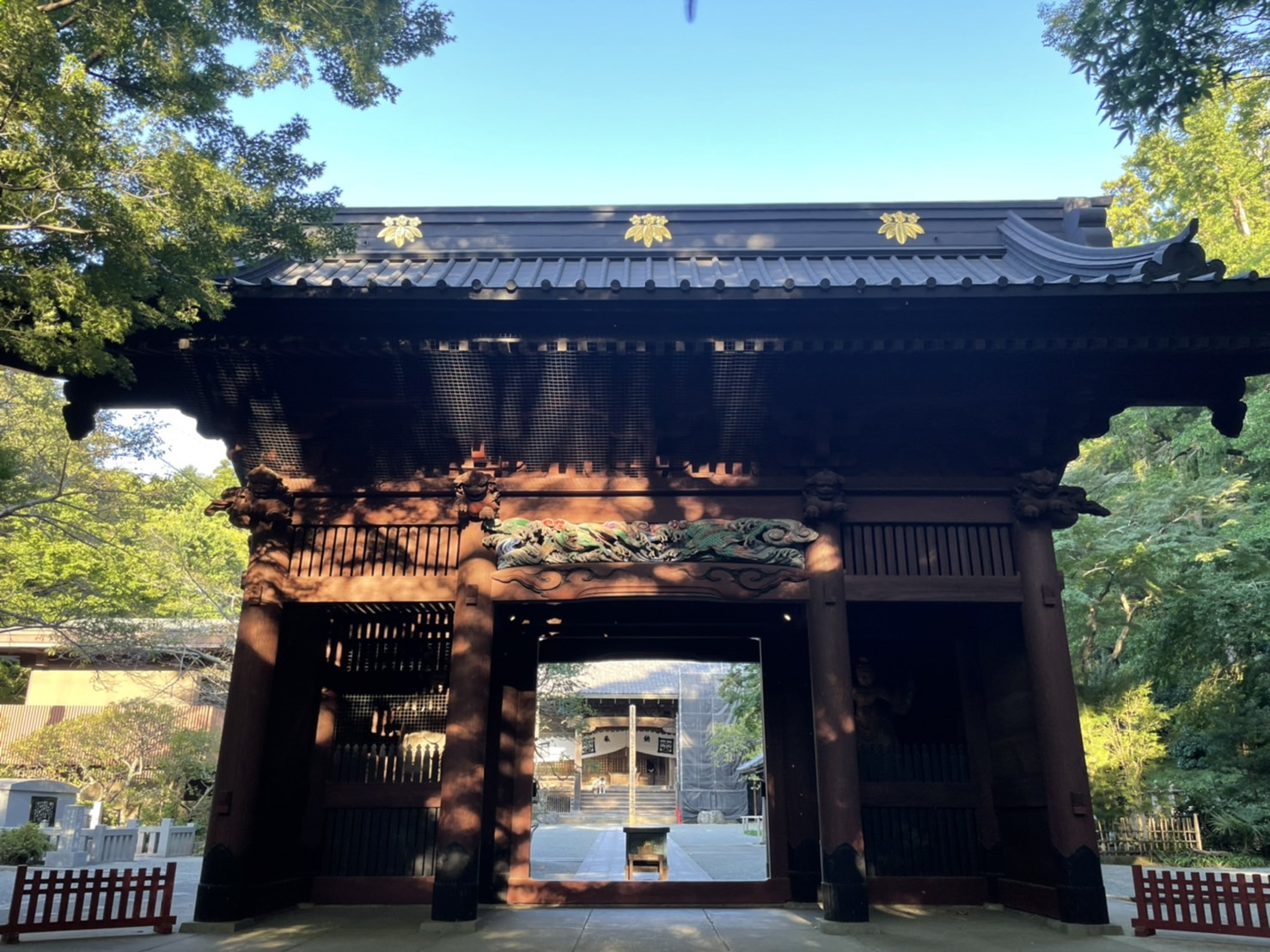
二天門

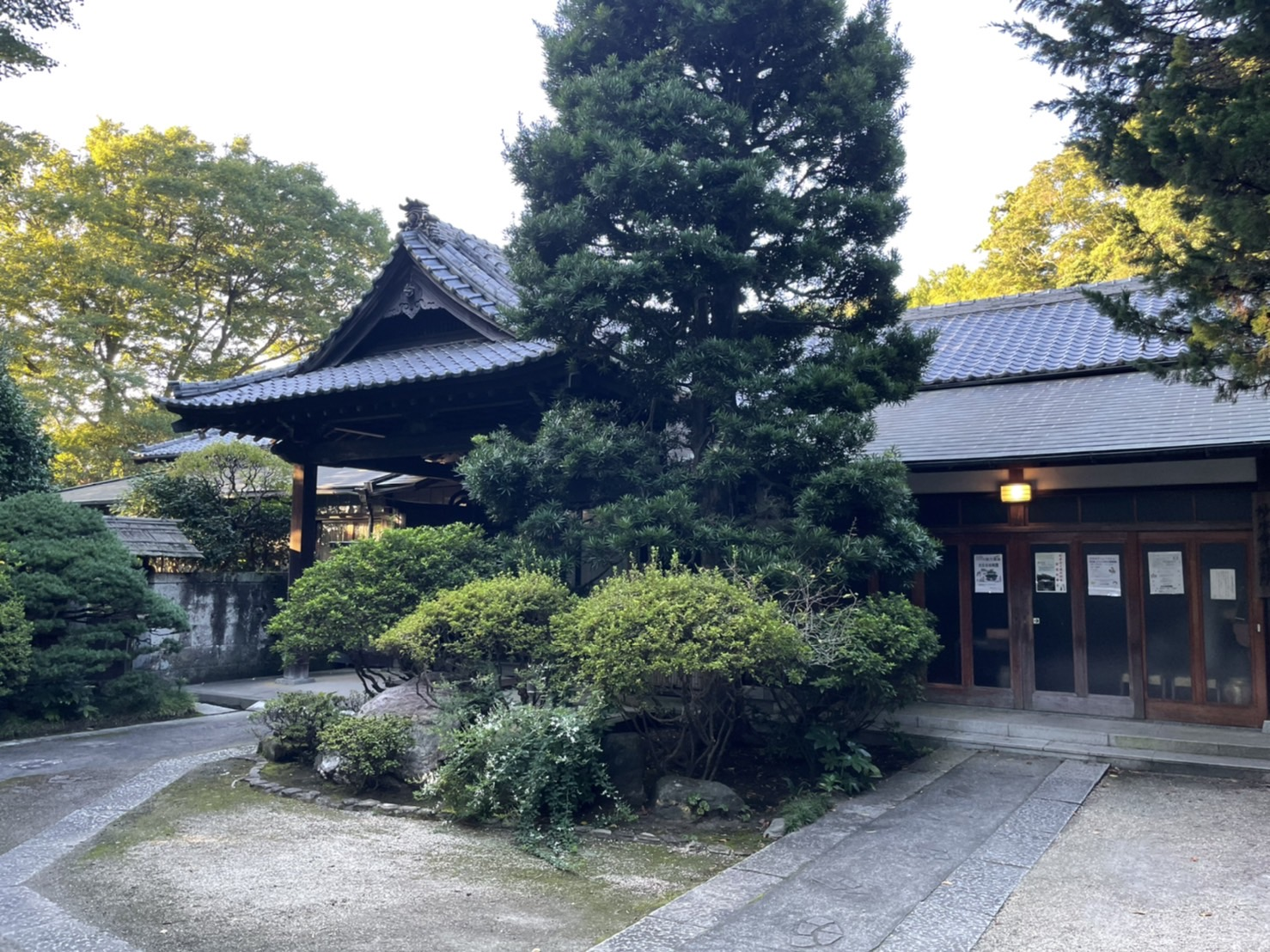
書院・庫裡

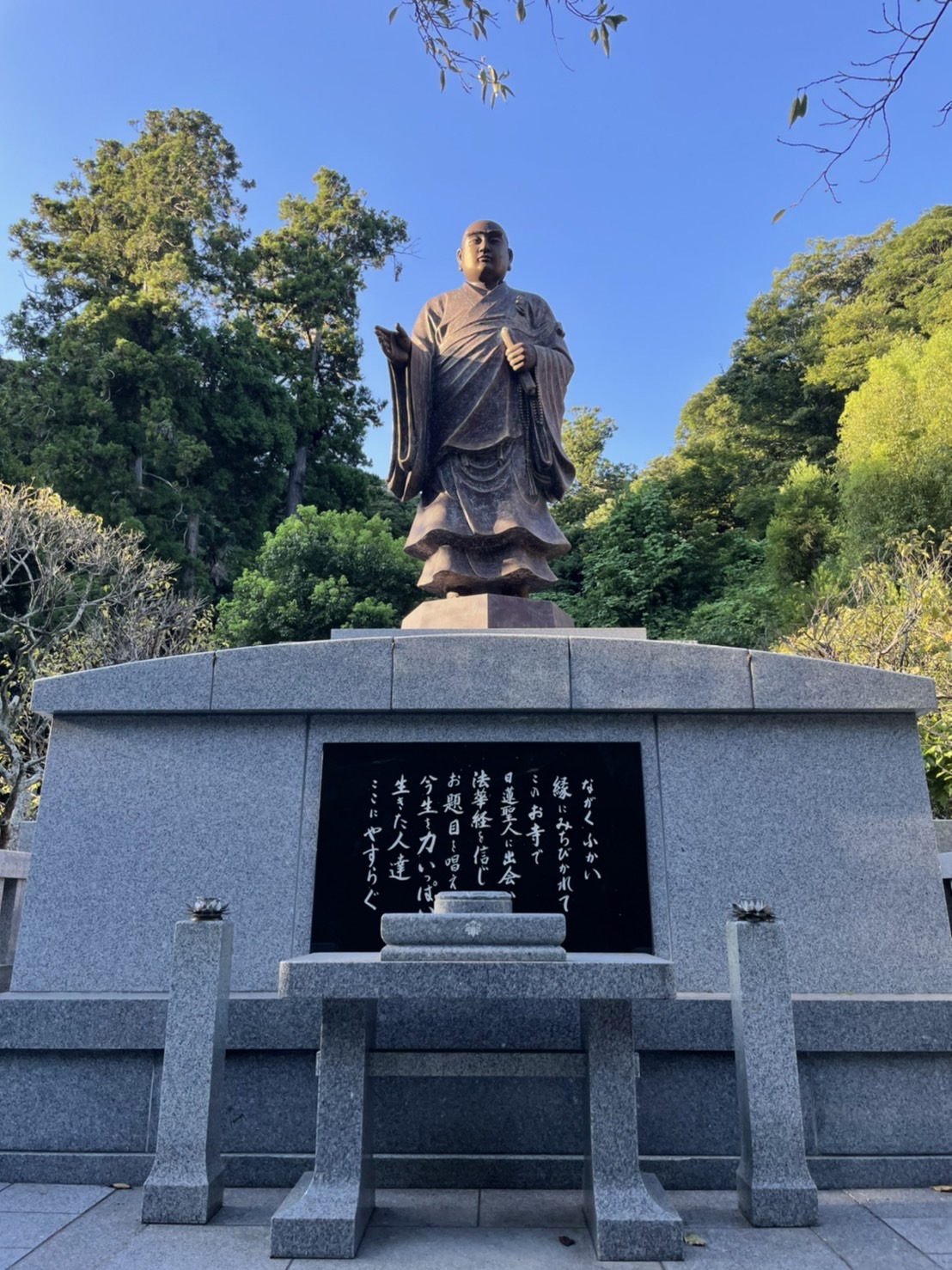
日蓮聖人銅像

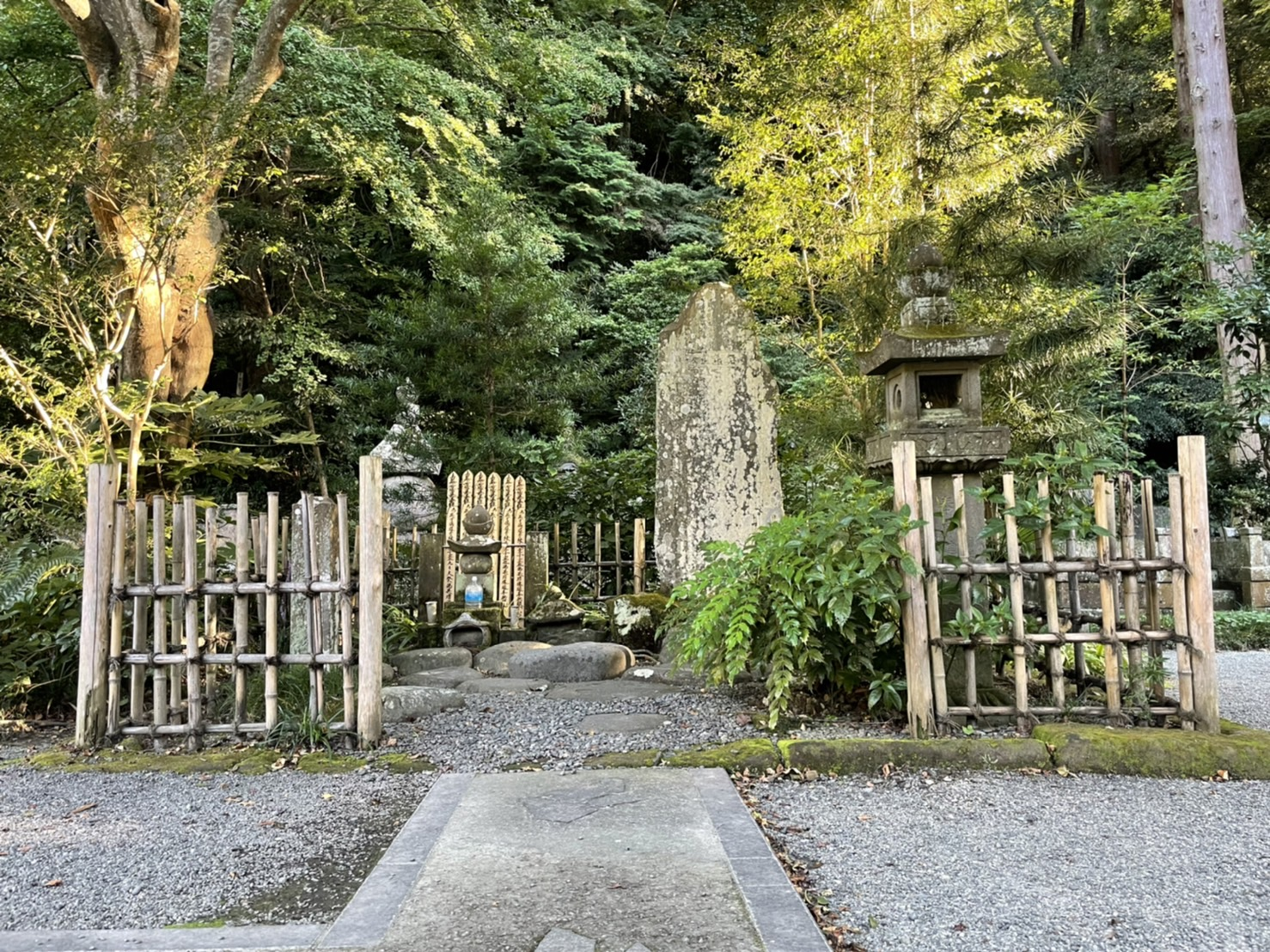
一幡の袖塚

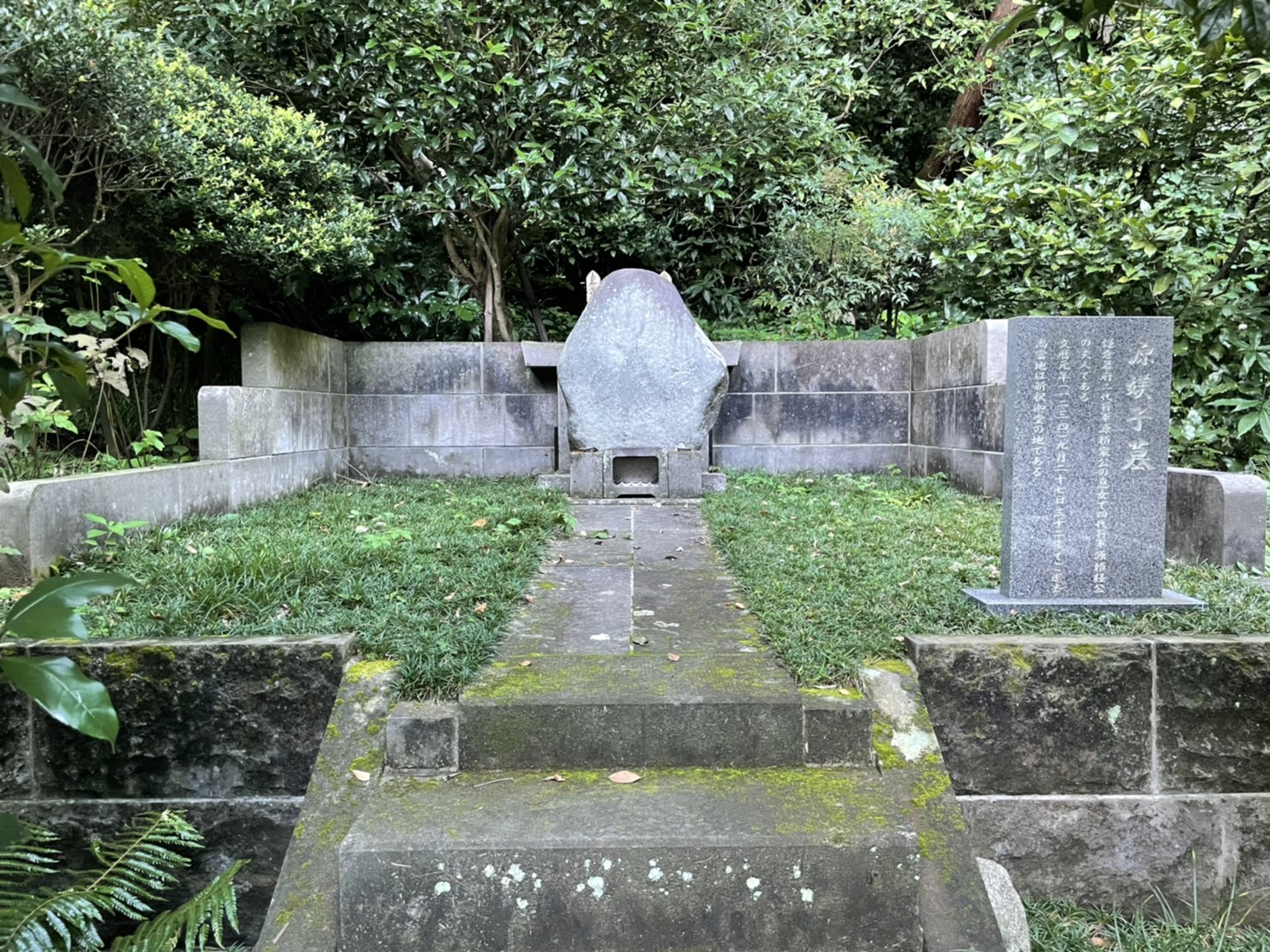
源媄子之墓

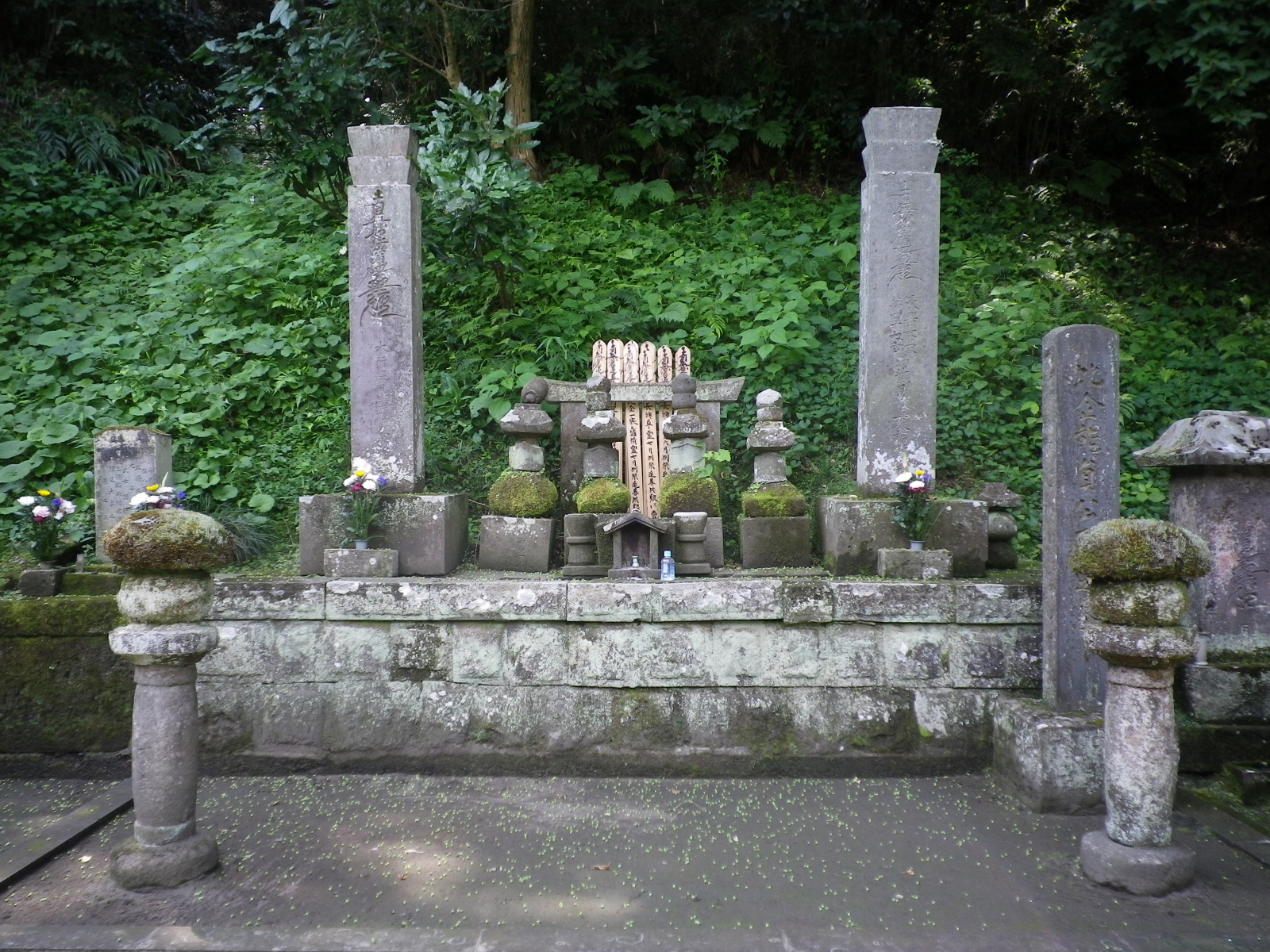
比企一族供養塔

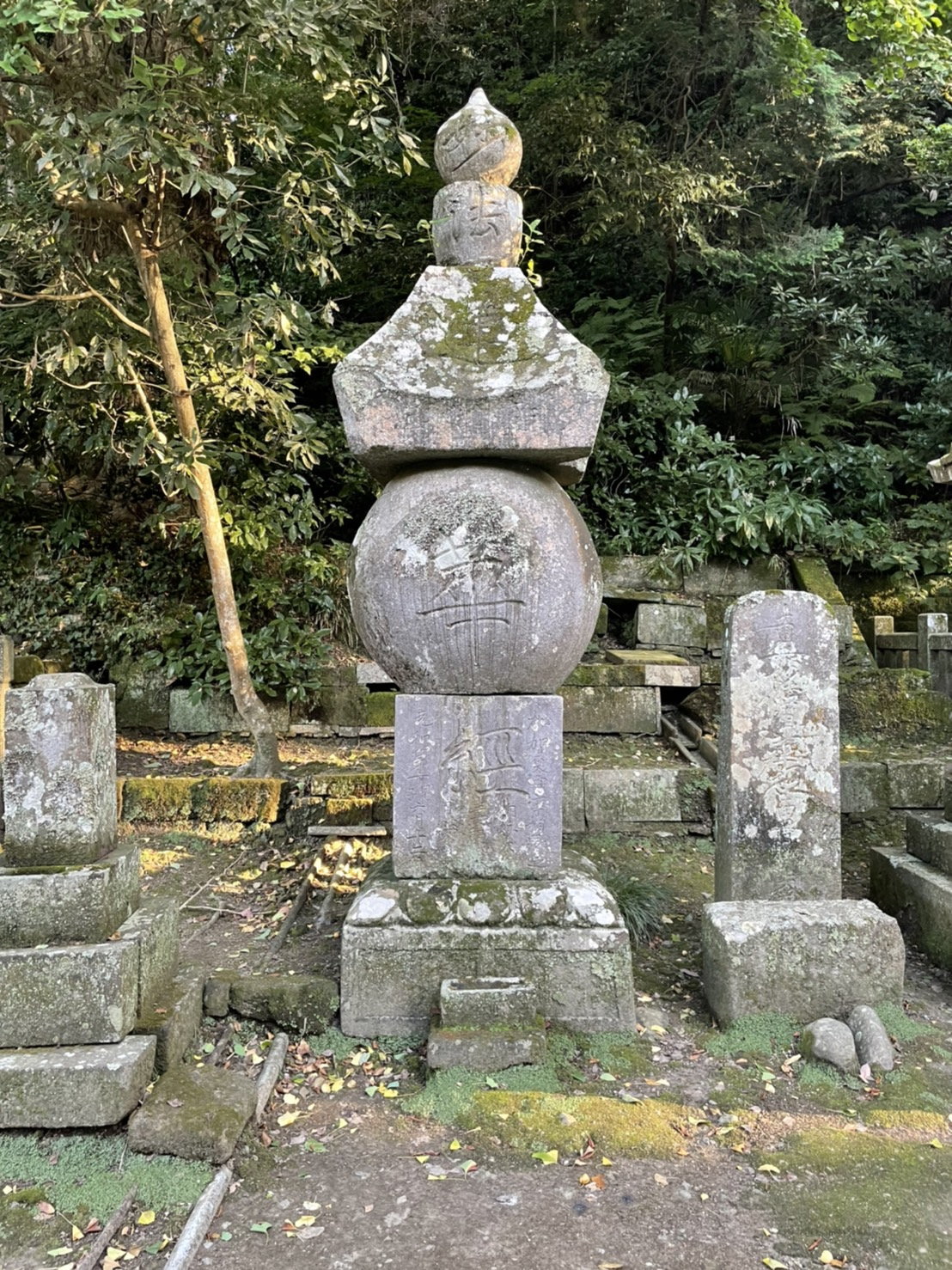
前田利家室供養塔

妙本寺（みょうほんじ）は、神奈川県鎌倉市大町にある日蓮宗の本山（霊跡寺院）。山号は長興山。池上法縁五本山の一つ。神奈川県の歴史的風土特別保存地区に指定されている。

## 歴史
妙本寺のある谷戸は比企谷（ひきがやつ）と呼ばれ、鎌倉時代には比企能員一族の屋敷があった。比企能員は源頼朝に仕えた有力御家人で、頼朝の乳母・比企尼の養子にあたり、妻は源頼家の乳母、娘の若狭局は頼家の妻となって一幡を生むなど、源将軍家とは深い関係を有した。その結果、頼朝の妻・北条政子の実家である北条氏とは対立するようになった。建仁3年（1203年）に頼家が病気で倒れると、千幡（後の源実朝）を推す北条氏と若狭局が生んだ一幡を推す比企氏の間で、後継争いが勃発した。能員は密かに頼家と北条氏討伐を謀るが、これを事前に察知した北条氏によって名越で謀殺される。比企一族は比企谷の谷戸に籠って戦うが敗北し、一族郎党は屋敷に火を放って自害した（比企能員の変）。その際、若狭局は井戸（一説には池）に身を投げ、一幡は戦火の中で死んだと伝えられている。
ただ一人生き残った能員の末子（後の能本）は助命され、和田義盛に預けられた後に安房国に配流となった。成人の後には京都に上り順徳天皇に仕え、承久の乱で順徳天皇が配流になると佐渡まで供をしたといわれている。更にその後、彼の姪にあたる竹御所（源頼家の娘・鞠子。寺伝では媄子）が4代将軍・九条頼経の御台所とになったことから、許されて鎌倉に帰った。しかし、文暦元年（1234年）に竹御所が難産の末に男子を死産し、そのまま本人も死去した。その際に、持仏であった釈迦如来像を祀るための釈迦堂の建立を遺言したという。この遺言を承け、嘉禎元年（1235年）に比企谷に新釈迦堂が建立され、竹御所はその下に葬られた。寛元元年（1243年）、比企一族の出身といわれる仙覚が新釈迦堂の住持となり、寛元4年（1246年）には頼経の命により万葉集諸本の校訂を成し遂げた。 その後建長5年（1253年）、能本は鎌倉を訪れた日蓮に帰依、文応元年（1260年）には、父・能員と母の菩提を弔うべく新たに法華堂を建立し寄進した。その際に、日蓮が父に「長興」母に「妙本」の法号を授けたことから、寺号を「長興山妙本寺」と定めたと伝わっている。なお、日蓮没後には六老僧の一人・日朗が継承し、以後、比企谷妙本寺を本拠として長谷山本土寺や長栄山本門寺等を管轄した。このことから日朗門流は「比企谷門流」と呼ばれ、この3ヶ寺を併せて「朗門の三長三本」と称された。
このように比企谷門流にとって三長三本は重要な拠点であったが、本土寺は遠く離れていた事から3世以降に専従の住持が置かれたのに対し、妙本寺と本門寺は昭和16年（1941年）まで1人の住持が2ヶ寺を管轄する「両山一首制」によって護持されていた。更に、天正19年（1591年）に両山12世・佛乗院日惺が徳川家康の江戸入府に伴い本門寺に本拠を遷した為、貫首不在となった妙本寺には別当職に相当する「司務職」を置き比企谷全山を総理統監させた。なお歴代司務職には妙本寺の本院・本行院の住持が就任する慣わしとなった。 門流の本拠が池上に遷ったとはいえ妙本寺と本門寺が同格であることに変わりはなく、最盛期には院家塔頭2院16坊を擁し、直末寺は比企谷池上両山併せて165カ寺、朱印領1貫500文を有する大寺として隆盛を極めた。その後、天保13年（1842年）には天保の改革にて廃寺となった感応寺の本堂の解体部材と厨子が遷された。この時運び込まれた解体部材は祖師堂下に貯蔵されていたが、明治8年（1875年）1月10日に発生した大火により身延山久遠寺が灰燼に帰した際に、久遠寺祖師堂再建の為にこの部材が使用された。昭和16年（1941年）に両山一首制から一山一首制に移行し、平成16年（2004年）には由緒寺院から霊跡寺院に昇格した。
現住は82世・鈴木日敬貫首（東京都墨田区法性寺より晋山）

## 伽藍・境内
- 本堂

昭和6年（1931年）に建立された木造入母屋造亜鉛葺。正面に安置されている釈迦牟尼佛像は、延宝5年（1677年）に岡藩4代藩主・中川久恒が長寿院妙応日慶の追善菩提の為に寄進したもの。
- 祖師堂

天保年間（1830～1844年）に47世・輪成院日教によって建立された鎌倉最大級（12間四面）の木造入母屋造瓦葺。
- 蛇苦止堂

大正14年（1925年）に再建された木造入母屋造瓦葺。比企能員の変の際に井戸（一説に池）に飛び込んで自害した若狭局を祀る。後に若狭局が北条政村の息女に祟りをなした為、日蓮によって「蛇苦止大明神」として祀られたという。
- 鐘楼

昭和9年（1934年）に再建された木造瓦葺。
- 総門

関東大震災により倒壊したが、本行院67世司務職・田中日肝の尽力により大正14年（1925年）に再興された。
- 二天門

天保年間（1830～1844年）に本行院54世司務職・慈光院日恭によって建立された木造朱塗銅板葺の八脚門。持国天及び毘沙門天を祀る。
- 方丈門

昭和48年（1973年）に建立された鉄骨造黒塗の冠木門。
- 霊宝殿

昭和41年（1966年）に建立された鉄筋コンクリート造。天保年間に移築された釈迦堂が関東大震災で倒壊し、その跡地に建てられた。
- 書院・庫裡

昭和7年（1932年）に再建された木造入母屋造瓦葺及び亜鉛葺。
- 日蓮聖人銅像

平成14年（2002年）に立教開宗並びに鎌倉開教750周年を記念して建立された。
- 一幡の袖塚

比企能員の変の後に焼け遺ったとされる一幡の袖を埋めた供養塚。
- 源媄子之墓

竹御所の廟所。天保年間に釈迦堂が祖師堂横に移築された際に跡地を廟所とした。
- 比企一族供養塔

祖師堂正面向かって右手にある。比企能員夫妻・比企能本夫妻を始めとする比企一族の廟所。
- 蛇苦止の井

若狭局（讃岐局とも）が身を投げたという井戸。蛇苦止堂の脇にある。
- 前田利家室供養塔

加賀藩藩祖・前田利家の側室で2代藩主・利常の母である千代保の方の供養塔と伝えられる大五輪塔。

## 文化財
- 臨滅度時本尊

弘安3年（1280年）3月日蓮筆。日朗に授与されたものという。日蓮が池上宗仲邸（現在の本行寺）で臨終を迎える際に枕元に掛けられたことから「臨滅度時本尊」と通称され、後に日蓮宗の宗定本尊となった。「蓮」の字の最終画が蛇が這うように波打っていることから「蛇形本尊」とも称される。この他、日蓮筆曼荼羅2幅（弘安3年（1280年）4月・建治元年（1275年））、両山2世・日朗筆曼荼羅1幅（正和2年（1313年））、両山3世・日輪筆曼荼羅2幅（観応2年（1350年）・康永2年（1343年））、日像筆曼荼羅1幅（暦応3年（1340年））がそれぞれ伝来する。
- 釈迦如来像

竹御所の持仏として釈迦堂に安置されていたもの。
- 木造日蓮聖人像

祖師堂に安置されている。身延山久遠寺・長栄山本門寺の祖師像と同じ材木で作られた一木三体の一つと伝えられ、日蓮が存命中に製作・開眼された事から「壽像の祖師」と称されている。
- 銅造雲版

国の重要文化財。

## 文学
- 仙覚

万葉集諸本の校訂を行った仙覚の功績を顕彰する「仙覚律師之碑」が祖師堂左手にある。
- 国木田独歩

国木田独歩が作った「鎌倉妙本寺懐古」という詩に曲が付され、戦前の教科書に採用され親しまれていた。境内の芙蓉が歌われている。
- 塚本柳斎

名は松之助。哲学館（現在の東洋大学）及び二松學舎（現在の二松學舎大學）で学んだ漢学者。本行院68世司務職（後に75世貫首）の一信院日雅（嶋田勝存）と親交があり墓所も妙本寺にある。境内には「日蓮聖人鎌倉開教聖地」の碑がある。
- 長谷川海太郎

林不忘・牧逸馬・谷譲次の筆名を持つ小説家・翻訳家。妙本寺に墓所があり、腰を下ろして構想を練ったという巨石の上に墓石が立てられている。
- 中原中也と小林秀雄

女優・長谷川泰子を巡り険悪な仲となっていた中原中也と小林秀雄が、祖師堂右手前の海棠の前で和解した。

## 歴代住職
- 日蓮（開山）
- 大国阿闍梨日朗（2世）
- 大経阿闍梨日輪（3世）
- 大鷲阿闍梨日山（4世）
- 上行院日叡（5世）[注釈 6]
- 延命院日行（6世）
- 塵劫院日壽（7世）[注釈 7]
- 大運阿闍梨日調（8世）[注釈 8]
- 東眼院日純（9世）[注釈 9]
- 中道院日陽（10世）
- 佛壽院日現（11世）

## 塔頭
- 本行院…本院。唱導院日顗により創建。開基 本行院日学（比企能本）・開山 日朗・2世 日輪・3世 日山とし日顗自らは4世となった。歴代住職は司務職として比企谷全山を総理統監した。
- 常住院…院家。3世・日輪により創建。経師谷にあったが一時荒廃した。後に跡地に光住院（不二庵とも）が建立され、比企谷に移転後に常住院と改称した。常住院の名称は、現在、静岡県浜松市中区の経王山常住院に継承されている。
- 正覺院…院家。神奈川県鎌倉市小町にある長慶山正覚院大巧寺。
- 妙音坊…正和3年（1314年）創建。神奈川県海老名市に移転後、神奈川県横浜市南区三春台に再移転し經力山妙音寺となる。
- 南之坊…現存せず
- 玄了坊…現存せず
- 大法坊…現存せず
- 大圓坊…九老僧大圓阿闍梨日傳の庵室。永禄8年（1565年）創建と伝わる。境内跡地は現在比企谷幼稚園となっている。
- 善行坊…現存せず
- 本成坊…現存せず
- 朗慶坊…現存せず
- 法泉坊…現存せず
- 西之坊…現存せず
- 大林坊…現存せず
- 龍華坊…現存せず
- 三光坊…正応5年（1292年）創建。慶長17年（1612年）に千葉県長生郡睦沢町大上に移転し宗久山本長寺と改称したと伝わる。

## 旧末寺
日蓮宗は1941年（昭和16年）に本末を解体したため、現在では、旧本山・旧末寺と呼びならわしている。この内、直末寺11ヵ寺及び大乗山薬王寺と本山である妙本寺を併せた13ヵ寺が「鎌倉朗師講」として比企谷門流の伝統を継承している。
- 常光山妙勝寺（福島県双葉郡双葉町）
- 朝日山法圓寺（栃木県栃木市西方町元）
- 長祐山妙福寺（東京都町田市三輪町）
- 妙香山常安寺（神奈川県川崎市麻生区上麻生）
- 妙永山善正寺（神奈川県川崎市麻生区片平）
- 經力山妙音寺（神奈川県横浜市南区三春台）
- 福船山安立寺（神奈川県横浜市金沢区町屋町）
- 妙顕山常勝寺（神奈川県横浜市栄区田谷）　鎌倉朗師講
- 荻野山正蓮寺（神奈川県横須賀市荻野）
- 猿畠山法性寺（神奈川県逗子市久木）　鎌倉朗師講
- 妙法華山安国論寺（神奈川県鎌倉市大町）　鎌倉朗師講
  - 安国論寺 末：妙寿山法性寺（神奈川県川崎市多摩区西生田）
- 法華山本興寺（神奈川県鎌倉市大町）　鎌倉朗師講
- 慧雲山常栄寺（神奈川県鎌倉市大町）　鎌倉朗師講
- 海潮山妙長寺（神奈川県鎌倉市材木座）　鎌倉朗師講
- 行時山光則寺（神奈川県鎌倉市長谷）　鎌倉朗師講
  - 光則寺 末：妙法山蓮清寺（東京都町田市能ヶ谷）
  - 光則寺 末：四条山収玄寺（神奈川県鎌倉市長谷）　鎌倉朗師講
- 常葉山圓久寺（神奈川県鎌倉市常盤）
- 笛田山佛行寺（神奈川県鎌倉市笛田）　鎌倉朗師講
- 龍口山妙典寺（神奈川県鎌倉市腰越）　鎌倉朗師講
- 龍口山本龍寺（神奈川県鎌倉市腰越）　鎌倉朗師講
- 長藤山妙善寺（神奈川県藤沢市藤沢）
  - 妙善寺 末：柄澤山隆昌院（神奈川県藤沢市柄沢）
- 正耀山法泉寺（神奈川県藤沢市亀井野）
- 妙法山妙行寺（神奈川県茅ヶ崎市松林）
- 村澤山本在寺（神奈川県茅ヶ崎市高田）
  - 本在寺 末：遠香山浄心寺（神奈川県茅ヶ崎市香川）
- 本立山常顕寺（神奈川県茅ヶ崎市萩園）
- 如日山妙光寺（神奈川県高座郡寒川町一ノ宮）
- 長秋山妙元寺（神奈川県海老名市大谷）
- 福寿山幸延寺（神奈川県相模原市南区鵜野森）
- 妙栄山本盛寺（神奈川県厚木市船子）
- 大神山隆盛寺（神奈川県平塚市大神）
- 芳澤山蓮昭寺（神奈川県平塚市寺田縄）
- 大龍山貞性寺（神奈川県平塚市田村）
- 法光山長源寺（神奈川県秦野市曽屋）
- 覚栄山隆安寺（神奈川県伊勢原市下平間）
- 学清山法眼寺（神奈川県伊勢原市下粕屋）
- 福聚山妙輪寺（神奈川県中郡大磯町大磯）
- 大乗山妙昌寺（神奈川県中郡大磯町東小磯）
- 乗勝山妙大寺（神奈川県中郡大磯町東小磯）
- 妙珍山蓮昌寺（神奈川県小田原市本町）
- 済度山法船寺（神奈川県小田原市酒匂）
- 惺雄山蓮船寺（神奈川県小田原市城山）
- 長照山大圓寺（神奈川県南足柄市怒田）

## 交通
- 東日本旅客鉄道横須賀線 鎌倉駅から徒歩10分。
- 江ノ島電鉄 鎌倉駅から徒歩10分。